# Aremi Fuentes
Aremi Fuentes-Zavala (Tonalá, 23 maggio 1993) è una sollevatrice messicana attiva nella categoria dei pesi massimi leggeri (fino a 69/76 kg.).

## Carriera
Nel 2011, all'età di 18 anni, Aremi Fuentes-Zavala ha conquistato la medaglia di bronzo ai Giochi Panamericani di Guadalajara nella categoria fino a 69 kg., con 221 kg. nel totale.
Si è ripetuta quattro anni dopo ai Giochi Panamericani di Toronto 2015, vincendo la medaglia di bronzo con 223 kg. nel totale.
Nel 2016 ha vinto la medaglia di bronzo ai Campionati panamericani di sollevamento pesi di Cartagena nella categoria fino a 75 kg., sollevando 233 kg. nel totale.
È stata nuovamente medaglia di bronzo l'anno successivo ai Campionati panamericani di Miami con 228 kg. nel totale.
Nel 2018 ha vinto la medaglia d'argento ai Campionati panamericani di Santo Domingo, sollevando 246 kg. nel totale.
Ai Giochi Panamericani di Lima 2019 ha ottenuto la medaglia d'argento nella categoria fino a 76 kg. sollevando 250 kg. nel totale, battuta per 5 kg. dall'ecuadoriana Neisi Dajomes-Barrera.
Nel 2021 ha partecipato alle Olimpiadi di Tokyo 2020, ottenendo la medaglia di bronzo con 245 kg. nel totale, dietro a Neisi Dajomes-Barrera (263 kg.) e alla statunitense Katherine Nye (249 kg.).
Ai Campionati mondiali di sollevamento pesi vanta come miglior risultato due quarti posti nelle edizioni di Anaheim 2017 nei 75 kg. e di Pattaya 2019 nei 76 kg.